# Metagonia puebla
Metagonia puebla là một loài nhện trong họ Pholcidae. Loài này được phát hiện ở México.